# پنگا
پنگا دهستانی در استان آستوریاس اسپانیا است.
در این دهستان ۷۲۸ نفر زندگی می‌کنند. مساحت این دهستان ۲۰۵٫۹۸ کیلومتر مربع است.